# 5148 Giordano
5148 Giordano este o planetă minoră (asteroid), cu un diametru de 8,112 km, din centura de asteroizi. A fost descoperită pe 17 octombrie 1960 la Observatorul Palomar de Cornelis Johannes van Houten și a fost numită după Giordano Bruno. 
Obiectul prezintă o orbită caracterizată de o semiaxă mare de 3,1147666 UAi, o excentricitate de 0,15, o înclinație de 1,12614 ° în raport cu ecliptica.